# Ruční textilní techniky
Ruční textilní techniky a řemeslná výroba procházely časem určitým vývojem. Některé ruční techniky zanikly, mnohé techniky se zmechanizovaly. Jiné se však zachovaly v původní podobě a nyní se těmito technikami zhotovují různé dekorativní i užitné předměty. A to jak v umělecko řemeslné výrobě, tak i řemeslné výrobě, případně i lidové výrobě.
Tento článek obecně sjednocuje a rozděluje ruční textilní techniky do skupin:

## Výroba přízí
- Ruční předení

## Techniky pracující s jednou nekonečnou nití
- Pletení a protahování bez nářadí
- Pletení na cívce
- Pletení na jehlicích
- Háčkování
- Síťování
- Vyšívání
- Šití
- Šitá krajka

## Techniky pracující se soustavou nití
- Paličkování
- Drhání
- Pletení na rámu

## Techniky pracující se dvěma soustavami nití
- pracují s osnovou a útkem
- Tkaní na tkalcovském stavu

- Tkaní na neúplném rámu
- Tkaní na rámu v ploše
- Tkaní na destičce
- Tkaní na karetkách
- Pletení na formě - Zápjastková technika

## Úpravy textilií
- Barvení textilií přírodními barvivy
- Batikování
- Modrotisk
- Ruční tisk